# David Hoilett
David Junior Wayne Hoilett, noto semplicemente come Junior Hoilett (Brampton, 5 giugno 1990) è un calciatore canadese di origini giamaicane, attaccante dell'Hibernian e della nazionale canadese.

## Carriera

### Club
Ha fatto il suo debutto per il Paderborn in una partita vinta 3-2 contro il Kickers Offenbach, dopo essere stato il sostituto di Sven Lintjens. Hoilett ha fatto la sua prima partita come starter contro l'Hoffenheim. Durante l'estate del 2008, Hoilett iniziato a giocare per il St. Pauli.
Nel giugno 2009 il presidente del Blackburn ha fatto una proposta a Hoilett, chiedendogli se voleva continuare a giocare in Inghilterra. Il 2 luglio gli è stato concesso un posto nella squadra, permettendogli di continuare la sua carriera in Inghilterra.
Ha segnato il suo primo gol solo nella sua terza partita, in un'amichevole pre-campionato contro il Leigh Genesis FC. Ha inoltre conseguito un rigore Rovers in quel gioco stesso. Ha segnato un gol nei Rovers in Football League Cup in una partita vinta per 3-1 contro il Gillingham il 25 agosto seguente.
Hoilett ha fatto la sua prima apparizione nella nuova stagione 2010-11 della Premier League il 21 agosto 2010, sostituendo Nikola Kalinić nel minuto 84 nella sconfitta per 2-1 contro il Birmingham. Il 27 luglio 2012 passa al Queens Park Rangers Football Club, firmando un contratto quadriennale.
Rimasto svincolato, il 10 ottobre 2016 si lega al Cardiff City fino al giugno seguente, ritrovando come allenatore Neil Warnock, che lo aveva già avuto a Londra. Il 19 luglio 2021 firma per il Reading.

### Nazionale
Nato e cresciuto in Canada, Hoilett può giocare anche per la Giamaica avendo i genitori giamaicani, ma ha scelto di giocare per il Canada.

## Statistiche

### Presenze e reti nei club
Statistiche aggiornate al 17 maggio 2025.
| Stagione            | Squadra             | Campionato          | Campionato | Campionato | Coppe nazionali | Coppe nazionali | Coppe nazionali | Coppe continentali | Coppe continentali | Coppe continentali | Altre coppe | Altre coppe | Altre coppe | Totale | Totale |
| Stagione            | Squadra             | Comp                | Pres       | Reti       | Comp            | Pres            | Reti            | Comp               | Pres               | Reti               | Comp        | Pres        | Reti        | Pres   | Reti   |
| ------------------- | ------------------- | ------------------- | ---------- | ---------- | --------------- | --------------- | --------------- | ------------------ | ------------------ | ------------------ | ----------- | ----------- | ----------- | ------ | ------ |
| gen.-giu. 2008      | Paderborn 07        | ZL                  | 13         | 1          | CG              | -               | -               | -                  | -                  | -                  | -           | -           | -           | 13     | 1      |
| 2008-2009           | St. Pauli           | ZL                  | 26         | 6          | CG              | 1               | 0               | -                  | -                  | -                  | -           | -           | -           | 27     | 6      |
| 2009-2010           | Blackburn           | PL                  | 23         | 0          | FACup+CdL       | 0+4             | 1               | -                  | -                  | -                  | -           | -           | -           | 27     | 1      |
| 2010-2011           | Blackburn           | PL                  | 24         | 5          | FACup+CdL       | 2+2             | 1+0             | -                  | -                  | -                  | -           | -           | -           | 26     | 6      |
| 2011-2012           | Blackburn           | PL                  | 34         | 7          | FACup+CdL       | 0+3             | 0               | -                  | -                  | -                  | -           | -           | -           | 37     | 7      |
| Totale Blackburn    | Totale Blackburn    | Totale Blackburn    | 81         | 12         |                 | 11              | 2               |                    | -                  | -                  |             | -           | -           | 92     | 14     |
| 2012-2013           | QPR                 | PL                  | 26         | 2          | FACup+CdL       | 0+2             | 1               | -                  | -                  | -                  | -           | -           | -           | 28     | 3      |
| 2013-2014           | QPR                 | FLC                 | 35+3       | 4          | FACup+CdL       | 0+1             | 0               | -                  | -                  | -                  | -           | -           | -           | 39     | 4      |
| 2014-2015           | QPR                 | PL                  | 22         | 0          | FACup+CdL       | 1+1             | 0               | -                  | -                  | -                  | -           | -           | -           | 24     | 0      |
| 2015-2016           | QPR                 | FLC                 | 29         | 6          | FACup+CdL       | 0+2             | 0               | -                  | -                  | -                  | -           | -           | -           | 31     | 6      |
| Totale QPR          | Totale QPR          | Totale QPR          | 112+3      | 12         |                 | 7               | 1               |                    | -                  | -                  |             | -           | -           | 122    | 13     |
| 2016-2017           | Cardiff City        | FLC                 | 33         | 2          | FACup+CdL       | 0               | 0               | -                  | -                  | -                  | -           | -           | -           | 33     | 2      |
| 2017-2018           | Cardiff City        | FLC                 | 46         | 9          | FACup+CdL       | 3+1             | 2+0             | -                  | -                  | -                  | -           | -           | -           | 50     | 11     |
| 2018-2019           | Cardiff City        | PL                  | 32         | 3          | FACup+CdL       | 1+0             | 0               | -                  | -                  | -                  | -           | -           | -           | 33     | 3      |
| 2019-2020           | Cardiff City        | FLC                 | 41+2       | 7          | FACup+CdL       | 1+1             | 0               | -                  | -                  | -                  | -           | -           | -           | 45     | 7      |
| 2020-2021           | Cardiff City        | FLC                 | 21         | 2          | FACup+CdL       | 1+1             | 0               | -                  | -                  | -                  | -           | -           | -           | 23     | 2      |
| Totale Cardiff City | Totale Cardiff City | Totale Cardiff City | 173+2      | 23         |                 | 9               | 2               |                    | -                  | -                  |             | -           | -           | 184    | 25     |
| 2021-2022           | Reading             | FLC                 | 27         | 3          | FACup+CdL       | 0               | 0               | -                  | -                  | -                  | -           | -           | -           | 27     | 3      |
| 2022-2023           | Reading             | FLC                 | 19         | 1          | FACup+CdL       | 0               | 0               | -                  | -                  | -                  | -           | -           | -           | 19     | 1      |
| Totale Reading      | Totale Reading      | Totale Reading      | 46         | 4          |                 | 0               | 0               |                    | -                  | -                  |             | -           | -           | 46     | 4      |
| ago.-dic. 2023      | Vancouver Whitecaps | MLS                 | 7+2        | 0          | -               | -               | -               | -                  | -                  | -                  | -           | -           | -           | 9      | 0      |
| 2023-2024           | Aberdeen            | SP                  | 13         | 2          | CS              | 2               | 0               | -                  | -                  | -                  |             | -           | -           | 15     | 2      |
| 2024-2025           | Hibernian           | SP                  | 28         | 4          | CS+CdL          | 2+0             | 0               | -                  | -                  | -                  |             | -           | -           | 30     | 4      |
| Totale carriera     | Totale carriera     | Totale carriera     | 506        | 64         |                 | 32              | 5               |                    | -                  | -                  |             | -           | -           | 538    | 69     |

### Cronologia presenze e reti in nazionale
| Cronologia completa delle presenze e delle reti in nazionale ― Canada | Cronologia completa delle presenze e delle reti in nazionale ― Canada | Cronologia completa delle presenze e delle reti in nazionale ― Canada | Cronologia completa delle presenze e delle reti in nazionale ― Canada | Cronologia completa delle presenze e delle reti in nazionale ― Canada | Cronologia completa delle presenze e delle reti in nazionale ― Canada | Cronologia completa delle presenze e delle reti in nazionale ― Canada | Cronologia completa delle presenze e delle reti in nazionale ― Canada |
| Data                                                                  | Città                                                                 | In casa                                                               | Risultato                                                             | Ospiti                                                                | Competizione                                                          | Reti                                                                  | Note                                                                  |
| --------------------------------------------------------------------- | --------------------------------------------------------------------- | --------------------------------------------------------------------- | --------------------------------------------------------------------- | --------------------------------------------------------------------- | --------------------------------------------------------------------- | --------------------------------------------------------------------- | --------------------------------------------------------------------- |
| 13-10-2015                                                            | Edmonton                                                              | Canada                                                                | 1 – 1                                                                 | Ghana                                                                 | Amichevole                                                            | -                                                                     | 87’                                                                   |
| 14-11-2015                                                            | Vancouver                                                             | Canada                                                                | 1 – 0                                                                 | Honduras                                                              | Qual. Mondiali 2018                                                   | -                                                                     | 18’ 81’                                                               |
| 18-11-2015                                                            | San Salvador                                                          | El Salvador                                                           | 0 – 0                                                                 | Canada                                                                | Qual. Mondiali 2018                                                   | -                                                                     | 81’                                                                   |
| 26-3-2016                                                             | Vancouver                                                             | Canada                                                                | 0 – 3                                                                 | Messico                                                               | Qual. Mondiali 2018                                                   | -                                                                     | 83’                                                                   |
| 30-3-2016                                                             | Città del Messico                                                     | Messico                                                               | 2 – 0                                                                 | Canada                                                                | Qual. Mondiali 2018                                                   | -                                                                     | 80’                                                                   |
| 3-6-2016                                                              | Rohrbach an der Lafnitz                                               | Canada                                                                | 1 – 1                                                                 | Azerbaigian                                                           | Amichevole                                                            | -                                                                     | 62’                                                                   |
| 7-6-2016                                                              | Bad Waltersdorf                                                       | Canada                                                                | 2 – 1                                                                 | Uzbekistan                                                            | Amichevole                                                            | -                                                                     | 81’                                                                   |
| 2-9-2016                                                              | San Pedro Sula                                                        | Honduras                                                              | 2 – 1                                                                 | Canada                                                                | Qual. Mondiali 2018                                                   | -                                                                     |                                                                       |
| 7-9-2016                                                              | Vancouver                                                             | Canada                                                                | 3 – 1                                                                 | El Salvador                                                           | Qual. Mondiali 2018                                                   | -                                                                     | 81’                                                                   |
| 6-10-2016                                                             | Marrakech                                                             | Mauritania                                                            | 0 – 4                                                                 | Canada                                                                | Amichevole                                                            | -                                                                     |                                                                       |
| 22-3-2017                                                             | Edimburgo                                                             | Scozia                                                                | 1 – 1                                                                 | Canada                                                                | Amichevole                                                            | -                                                                     |                                                                       |
| 13-6-2017                                                             | Montréal                                                              | Canada                                                                | 2 – 1                                                                 | Curaçao                                                               | Amichevole                                                            | -                                                                     |                                                                       |
| 7-7-2017                                                              | Harrison                                                              | Guyana francese                                                       | 2 – 4                                                                 | Canada                                                                | Gold Cup 2017 - 1º turno                                              | -                                                                     |                                                                       |
| 12-7-2017                                                             | Houston                                                               | Costa Rica                                                            | 1 – 1                                                                 | Canada                                                                | Gold Cup 2017 - 1º turno                                              | -                                                                     | 77’                                                                   |
| 15-7-2017                                                             | Frisco                                                                | Canada                                                                | 0 – 0                                                                 | Honduras                                                              | Gold Cup 2017 - 1º turno                                              | -                                                                     | 73’                                                                   |
| 20-7-2017                                                             | Glendale                                                              | Giamaica                                                              | 2 – 1                                                                 | Canada                                                                | Gold Cup 2017 - Quarti di finale                                      | 1                                                                     |                                                                       |
| 2-9-2017                                                              | Toronto                                                               | Canada                                                                | 2 – 0                                                                 | Giamaica                                                              | Amichevole                                                            | -                                                                     |                                                                       |
| 9-9-2018                                                              | Bradenton                                                             | Isole Vergini Americane                                               | 0 – 8                                                                 | Canada                                                                | CONCACAF Nations League 2019-2020 - 1º turno                          | 1                                                                     |                                                                       |
| 16-10-2018                                                            | Toronto                                                               | Canada                                                                | 5 – 0                                                                 | Dominica                                                              | CONCACAF Nations League 2019-2020 - 1º turno                          | 1                                                                     |                                                                       |
| 18-11-2018                                                            | Basseterre                                                            | Saint Kitts e Nevis                                                   | 0 – 1                                                                 | Canada                                                                | CONCACAF Nations League 2019-2020 - 1º turno                          | -                                                                     | 71’                                                                   |
| 24-3-2019                                                             | Vancouver                                                             | Canada                                                                | 5 – 0                                                                 | Guyana francese                                                       | CONCACAF Nations League 2019-2020 - 1º turno                          | 1                                                                     |                                                                       |
| 16-6-2019                                                             | Pasadena                                                              | Canada                                                                | 4 – 0                                                                 | Martinica                                                             | Gold Cup 2019 - 1º turno                                              | 1                                                                     | 64’                                                                   |
| 23-6-2019                                                             | Charlotte                                                             | Canada                                                                | 7 – 0                                                                 | Cuba                                                                  | Gold Cup 2019 - 1º turno                                              | 1                                                                     |                                                                       |
| 29-6-2019                                                             | Houston                                                               | Haiti                                                                 | 3 – 2                                                                 | Canada                                                                | Gold Cup 2019 - Quarti di finale                                      | -                                                                     |                                                                       |
| 7-9-2019                                                              | Toronto                                                               | Canada                                                                | 6 – 0                                                                 | Cuba                                                                  | CONCACAF Nations League 2019-2020 - 2º turno                          | 3                                                                     |                                                                       |
| 16-10-2019                                                            | Toronto                                                               | Canada                                                                | 2 – 0                                                                 | Stati Uniti                                                           | CONCACAF Nations League 2019-2020 - 2º turno                          | -                                                                     | 66’                                                                   |
| 15-11-2019                                                            | Orlando                                                               | Stati Uniti                                                           | 4 – 1                                                                 | Canada                                                                | CONCACAF Nations League 2019-2020 - 2º turno                          | -                                                                     | 61’ 67’                                                               |
| 25-3-2021                                                             | Orlando                                                               | Canada                                                                | 5 – 1                                                                 | Bermuda                                                               | Qual. Mondiali 2022                                                   | -                                                                     | 77’                                                                   |
| 29-3-2021                                                             | Bradenton                                                             | Isole Cayman                                                          | 0 – 11                                                                | Canada                                                                | Qual. Mondiali 2022                                                   | -                                                                     | 67’                                                                   |
| 5-6-2021                                                              | Bradenton                                                             | Aruba                                                                 | 0 – 7                                                                 | Canada                                                                | Qual. Mondiali 2022                                                   | 1                                                                     |                                                                       |
| 15-6-2021                                                             | Bridgeview                                                            | Canada                                                                | 3 – 0                                                                 | Haiti                                                                 | Qual. Mondiali 2022                                                   | 1                                                                     | 82’                                                                   |
| 11-7-2021                                                             | Kansas City                                                           | Canada                                                                | 4 – 1                                                                 | Martinica                                                             | Gold Cup 2021 - 1º turno                                              | -                                                                     | 62’                                                                   |
| 15-7-2021                                                             | Kansas City                                                           | Haiti                                                                 | 1 – 4                                                                 | Canada                                                                | Gold Cup 2021 - 1º turno                                              | 1                                                                     | 63’                                                                   |
| 18-7-2021                                                             | Kansas City                                                           | Stati Uniti                                                           | 1 – 0                                                                 | Canada                                                                | Gold Cup 2021 - 1º turno                                              | -                                                                     |                                                                       |
| 24-7-2021                                                             | Arlington                                                             | Costa Rica                                                            | 0 – 2                                                                 | Canada                                                                | Gold Cup 2021 - Quarti di finale                                      | 1                                                                     | 70’                                                                   |
| 29-7-2021                                                             | Houston                                                               | Messico                                                               | 2 – 1                                                                 | Canada                                                                | Gold Cup 2021 - Semifinale                                            | -                                                                     | 49’                                                                   |
| 2-9-2021                                                              | Toronto                                                               | Canada                                                                | 1 – 1                                                                 | Honduras                                                              | Qual. Mondiali 2022                                                   | -                                                                     | 46’                                                                   |
| 5-9-2021                                                              | Nashville                                                             | Stati Uniti                                                           | 1 – 1                                                                 | Canada                                                                | Qual. Mondiali 2022                                                   | -                                                                     | 65’                                                                   |
| 8-9-2021                                                              | Toronto                                                               | Canada                                                                | 3 – 0                                                                 | El Salvador                                                           | Qual. Mondiali 2022                                                   | -                                                                     | 70’                                                                   |
| 27-1-2022                                                             | San Pedro Sula                                                        | Honduras                                                              | 0 – 2                                                                 | Canada                                                                | Qual. Mondiali 2022                                                   | -                                                                     | 60’                                                                   |
| 30-1-2022                                                             | Hamilton                                                              | Canada                                                                | 2 – 0                                                                 | Stati Uniti                                                           | Qual. Mondiali 2022                                                   | -                                                                     | 73’                                                                   |
| 2-2-2022                                                              | San Salvador                                                          | El Salvador                                                           | 0 – 2                                                                 | Canada                                                                | Qual. Mondiali 2022                                                   | -                                                                     | 58’                                                                   |
| 24-3-2022                                                             | San José                                                              | Costa Rica                                                            | 1 – 0                                                                 | Canada                                                                | Qual. Mondiali 2022                                                   | -                                                                     | 69’                                                                   |
| 27-3-2022                                                             | Toronto                                                               | Canada                                                                | 4 – 0                                                                 | Giamaica                                                              | Qual. Mondiali 2022                                                   | 1                                                                     |                                                                       |
| 30-3-2022                                                             | Panama                                                                | Panama                                                                | 1 – 0                                                                 | Canada                                                                | Qual. Mondiali 2022                                                   | -                                                                     | 60’                                                                   |
| 10-6-2022                                                             | Vancouver                                                             | Canada                                                                | 4 – 0                                                                 | Curaçao                                                               | CONCACAF Nations League 2022-2023 - 1º turno                          | -                                                                     | 66’                                                                   |
| 13-6-2022                                                             | San Pedro Sula                                                        | Honduras                                                              | 2 – 1                                                                 | Canada                                                                | CONCACAF Nations League 2022-2023 - 1º turno                          | -                                                                     | 40’                                                                   |
| 23-9-2022                                                             | Vienna                                                                | Qatar                                                                 | 0 – 2                                                                 | Canada                                                                | Amichevole                                                            | -                                                                     | cap.                                                                  |
| 27-9-2022                                                             | Bratislava                                                            | Canada                                                                | 0 – 2                                                                 | Uruguay                                                               | Amichevole                                                            | -                                                                     | 55’                                                                   |
| 17-11-2022                                                            | Dubai                                                                 | Giappone                                                              | 1 – 2                                                                 | Canada                                                                | Amichevole                                                            | -                                                                     |                                                                       |
| 23-11-2022                                                            | Al Rayyan                                                             | Belgio                                                                | 1 – 0                                                                 | Canada                                                                | Mondiali 2022 - 1º turno                                              | -                                                                     | 58’                                                                   |
| 27-11-2022                                                            | Al Rayyan                                                             | Croazia                                                               | 4 – 1                                                                 | Canada                                                                | Mondiali 2022 - 1º turno                                              | -                                                                     | 62’                                                                   |
| 1-12-2022                                                             | Doha                                                                  | Canada                                                                | 1 – 2                                                                 | Marocco                                                               | Mondiali 2022 - 1º turno                                              | -                                                                     | 7’ 76’                                                                |
| 15-6-2023                                                             | Paradise                                                              | Panama                                                                | 0 – 2                                                                 | Canada                                                                | CONCACAF Nations League 2022-2023 - Semifinale                        | -                                                                     | 75’                                                                   |
| 18-6-2023                                                             | Paradise                                                              | Canada                                                                | 0 – 2                                                                 | Stati Uniti                                                           | CONCACAF Nations League 2022-2023 - Finale                            | -                                                                     | 89’                                                                   |
| 27-6-2023                                                             | Toronto                                                               | Canada                                                                | 2 – 2                                                                 | Guadalupa                                                             | Gold Cup 2023 - 1º turno                                              | -                                                                     | 65’                                                                   |
| 1-7-2023                                                              | Houston                                                               | Guatemala                                                             | 0 – 0                                                                 | Canada                                                                | Gold Cup 2023 - 1º turno                                              | -                                                                     | 65’                                                                   |
| 4-7-2023                                                              | Toronto                                                               | Canada                                                                | 4 – 2                                                                 | Cuba                                                                  | Gold Cup 2023 - 1º turno                                              | 1                                                                     | cap. 69’                                                              |
| 9-7-2023                                                              | Cincinnati                                                            | Stati Uniti                                                           | 2 – 2 dts (3 – 2 dtr)                                                 | Canada                                                                | Gold Cup 2023 - Quarti di finale                                      | -                                                                     | cap. 86’                                                              |
| 13-10-2023                                                            | Niigata                                                               | Giappone                                                              | 4 – 1                                                                 | Canada                                                                | Amichevole                                                            | 1                                                                     | 62’                                                                   |
| 18-11-2023                                                            | Kingston                                                              | Giamaica                                                              | 1 – 2                                                                 | Canada                                                                | CONCACAF Nations League 2023-2024 - Quarti di finale                  | -                                                                     | 71’                                                                   |
| 21-11-2023                                                            | Toronto                                                               | Canada                                                                | 2 – 3                                                                 | Giamaica                                                              | CONCACAF Nations League 2023-2024 - Quarti di finale                  | -                                                                     | 74’                                                                   |
| 6-6-2024                                                              | Rotterdam                                                             | Paesi Bassi                                                           | 4 – 0                                                                 | Canada                                                                | Amichevole                                                            | -                                                                     | 71’                                                                   |
| 15-11-2024                                                            | Paramaribo                                                            | Suriname                                                              | 0 – 1                                                                 | Canada                                                                | CONCACAF Nations League 2024-2025 - Quarti di finale                  | 1                                                                     | 78’                                                                   |
| 19-11-2024                                                            | Toronto                                                               | Canada                                                                | 3 – 0                                                                 | Suriname                                                              | CONCACAF Nations League 2024-2025 - Quarti di finale                  | -                                                                     | 81’                                                                   |
| Totale                                                                |                                                                       | Presenze                                                              | 65                                                                    |                                                                       | Reti                                                                  | 17                                                                    |                                                                       |